# Supernova historique

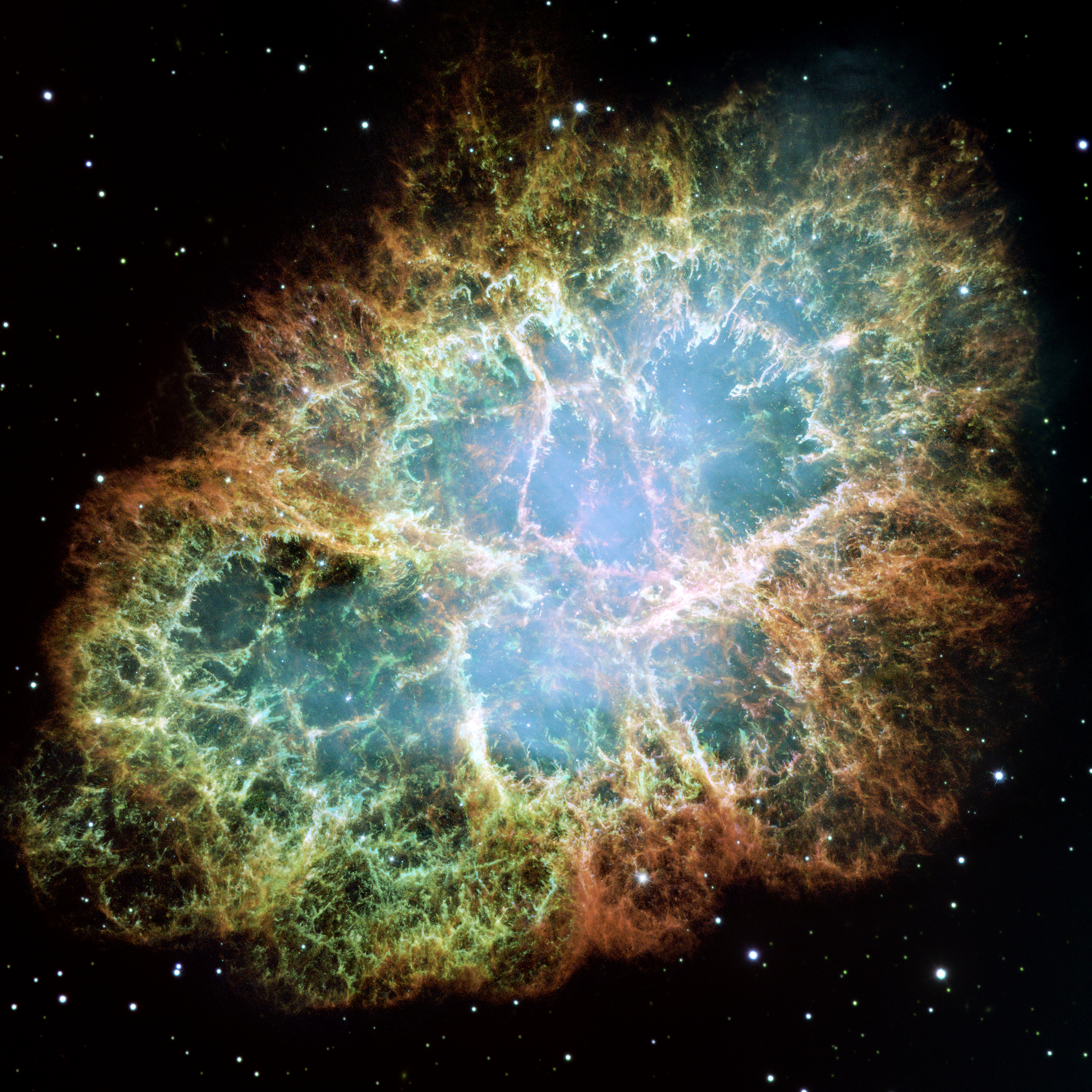
La Nébuleuse du Crabe est un plérion associé à la SN 1054.

Une supernova historique est une supernova dont des documents relatent l'observation par des astronomes à une époque antérieure à l'avènement du télescope ou de tout autre moyen moderne d'observation. Par extension, le terme désigne une supernova dont l'explosion aurait pu être observée par des astronomes d'une époque passée mais faisant partie des temps historiques (typiquement il y a moins de 2 500 ans).

## Intérêt scientifique
La connaissance des supernovas historiques est importante car aucune supernova galactique n'a été observée depuis l'invention du télescope. D'autre part la connaissance de l'âge exact d'un rémanent de supernova ou d'un pulsar est d'un intérêt crucial pour la compréhension de ceux-ci. Les témoignages concernant d'éventuelles supernovas sont malheureusement peu nombreux et peu précis, ce qui fait que seulement cinq d'entre elles sont connues avec certitude, auxquelles s'ajoutent quelques candidats plus ou moins probables et d'éventuelles supernovas non observées mais datant des temps historiques (voir listes ci-dessous).

## Identification d'une supernova historique
Plusieurs phénomènes astronomiques ont été relatés dans divers écrits historiques, pour la plupart en provenance de Chine. Outre les mentions d'éclipses, de mouvement planétaires et de conjonctions diverses « étoiles invitées » sont mentionnées, pouvant correspondre à des supernovas. Ces étoiles invitées peuvent en principe correspondre à trois types de phénomènes bien distincts :
- supernova ;
- nova ;
- comète.

Les principaux critères retenus pour distinguer une supernova parmi les étoiles invitées sont :
- absence de déplacement sur la voûte céleste : pour exclure l'hypothèse d'une comète ;
- proximité du plan galactique : la quasi-totalité des rémanents de supernova ont une très faible latitude galactique, ce qui est corroboré par la théorie de l'évolution stellaire qui prédit que les supernovas se produisent dans les zones de formation d'étoiles, qui sont situées dans les bras spiraux des galaxies ;
- durée : la courbe de luminosité d'une supernova décroît beaucoup plus lentement que celle d'une nova. Un phénomène astronomique long a plus de chances de correspondre à une supernova, d'autant que dans un tel cas il est beaucoup plus facile de s'assurer de l'immobilité du phénomène sur la sphère céleste ;
- détection d'un rémanent à la position estimée de l'étoile invitée, dont l'âge peut être estimé et correspond à celui de l'étoile invitée.

Le critère de luminosité n'est pas retenu puisque la luminosité est fonction de la distance du phénomène.

## Liste des supernovas historiques
| Date           | Rémanent supposé         | Magnitude apparente max | Temps visible à l'œil nu (mois) | Distance                     | Rayon                      |
| 185 (SN 185)   | RCW 86                   | -8                      | 20                              | environ 3 kpc (∼9 780 al)    | environ 17,5 pc (∼57,1 al) |
| 393 (SN 393)   | CTB 37A ou B             | 0                       | 8                               | 10,4 ± 3,5 kpc (∼33 900 al)  | environ 12 pc (∼39,1 al)   |
| 1006 (SN 1006) | PKS 1459-41              | -9,5                    | >24                             | environ 1 kpc (∼3 260 al)    | environ 4,4 pc (∼14,4 al)  |
| 1054 (SN 1054) | 3C 144                   | -5                      | 22                              | 2 ± 0,1 kpc (∼6 520 al)      | environ 1,95 pc (∼6,36 al) |
| 1181 (SN 1181) | 3C 58 ou IRAS 00500+6713 | 0                       | 6                               | 2,6 ± 0,5 kpc (∼8 480 al)    | environ 2,65 pc (∼8,64 al) |
| 1572 (SN 1572) | 3C 10                    | -4                      | 16                              | 2,3 ± 0,3 kpc (∼7 500 al)    | environ 2,75 pc (∼8,97 al) |
| 1604 (SN 1604) | 3C 358                   | -3                      | 12                              | environ 4,4 kpc (∼14 400 al) | environ 1,9 pc (∼6,2 al)   |

### Supernovas certaines
Les supernovas historiques certaines sont les suivantes :
- SN 1006, dans la constellation du Loup. Probablement la plus lumineuse des supernovas historiques certaines.
- SN 1054, ayant donné naissance à la Nébuleuse du Crabe (constellation du Taureau). C'est la supernova historique la plus célèbre, et la première identifiée comme telle.
- SN 1181, la moins connue (et la moins lumineuse) des supernovas historiques avérées (constellation de Cassiopée).
- SN 1572, dite de Tycho, en l'honneur de Tycho Brahe, qui en fut un des observateurs les plus assidus (constellation de Cassiopée). Elle joua un rôle essentiel dans l'histoire des sciences car elle fut utilisée par Tycho Brahe pour réfuter le dogme aristotélicien de l'immuabilité des cieux.
- SN 1604, dite de Kepler, en l'honneur de Johannes Kepler, qui en fut un des observateurs les plus assidus (constellation d'Ophiuchus). C'est la dernière supernova historique s'étant produite dans notre Galaxie et ayant été effectivement observée.

### Supernovas probables ou possibles

#### Documents asiatiques
- L'étoile invitée de 70 est très mal décrite dans les documents parvenus jusqu'à l'époque moderne, mais sa haute latitude galactique plaide pour une nova et non une supernova.
- SN 185 est la plus ancienne supernova historique potentielle pour laquelle un témoignage détaillé (et un seul) existe. Ce témoignage a été réalisé par des astronomes chinois. Une taille apparente semble mentionnée, mais pas de déplacement, ce qui ne plaide pas de façon convaincante en faveur d'une supernova plutôt que d'une comète, mais la durée d'observation favorise l'hypothèse stellaire : elle a été visible pendant huit mois ou alors un an et huit mois selon l'interprétation que l'on fait du texte, ce qui rend l'hypothèse d'une supernova probable. Le rémanent SNR G315.4−2.3 (dit aussi RCW 86) est celui dont la position et l'âge sont le plus compatibles avec une supernova datant de cette époque. SN 185 est de ce fait considérée comme une supernova probable.
- L'étoile invitée de 369 est restée visible pendant plus de six mois, mais sa position est très incertaine. Il pourrait s'agir d'une nova lente ou d'une supernova si elle a eu lieu suffisamment proche du plan galactique. Elle est considérée comme une supernova possible en raison de la grande imprécision portant sur sa position.
- SN 386 : l'étoile invitée de 386 a été visible entre 60 et 115 jours (seuls les mois d'apparition et de disparition sont connus), ce qui correspond à une période de visibilité faible pour une supernova, plus caractéristique d'une nova. La position de la supernova est mal connue car on ne sait pas si l'astérisme mentionné dans les textes correspond à la bande d'ascension droite de l'étoile invitée ou à la région du ciel dans laquelle elle a été vue. Dans la seconde hypothèse, la région est suffisamment restreinte et proche du plan galactique pour pouvoir espérer identifier le rémanent. Plusieurs candidats ont été proposés, dont l'un, SNR G11.2-0.3 a un âge compatible avec l'époque de la supernova. Certaines caractéristiques du pulsar central (PSR J1811-1926) détecté dans le rémanent confortent cette hypothèse. L'étoile invitée est de ce fait considérée comme une supernova probable, quoique moins établie que SN 393.
- SN 393 : l'étoile invitée de 393 est restée visible huit mois et est apparue au voisinage de l'astérisme qui compose la queue de la constellation du Scorpion, dans le plan galactique, ce qui plaide fortement pour l'hypothèse d'une supernova. Le rémanent RX J1713.7-3946 a un âge estimé et une position compatible avec l'étoile invitée de 393. Celle-ci est donc considérée comme le progéniteur de ce rémanent.
- Deux étoiles invitées ont été vues en 837. Il s'agit d'étoiles stationnaires, mais la faible durée de visibilité de l'une et la haute latitude galactique de l'autre rendent l'hypothèse d'une supernova beaucoup moins probable que celle d'une nova. Le fait que deux étoiles invitées aient été observées la même année pourrait par contre s'expliquer aisément par le passage de la comète de Halley en mars de la même année, ce qui aurait ensuite stimulé la recherche d'autres astres inhabituels à cette époque. Aucune de ces étoiles n'est considérée aujourd'hui (2005) comme une supernova potentielle.

#### Tradition orale maori
Une tradition orale du peuple Maori évoque, sans guère de précisions, une « étoile au sud désormais invisible », à laquelle est rattaché le nom de Mahu et Mahutonga (la plupart des objets astronomiques présents dans la culture Maori possédaient de nombreux noms). L'occurrence d'une seule mention d'un phénomène astronomique transitoire plaide largement plus pour un évènement spectaculaire que pour un évènement commun, aussi l'hypothèse qu'il fasse référence à une supernova est-elle envisageable. La supernova la plus spectaculaire connue est celle de l'an 1006, mais sa déclinaison la plaçait au zénith lors de son passage au méridien et non au sud (quoiqu'elle ait été au sud-est et au sud-ouest lors de son lever et de son coucher). Aussi l'hypothèse d'une autre supernova située dans les régions les plus méridionales du plan galactique est-elle plausible. Parmi celles-ci se trouve la constellation de la Croix du Sud, à proximité de la nébuleuse obscure du Sac à Charbon. De façon intrigante, le terme de Mahu est également associé à l'un des noms Mari pour cette nébuleuse, Te Ruha o Mahu, ce qui tend à renforcer cette hypothèse, bien qu'aucune certitude ne puisse en être tirée.

### Autres
- Le rémanent de supernova Cassiopée A date très vraisemblablement de la seconde moitié du XVIIe siècle, mais la supernova n'a pas été observée, sans doute parce qu'elle était trop peu lumineuse. Cette supernova est parfois considérée comme une supernova historique bien que les témoignages la concernant soient très vraisemblablement inexistants[6] (ce qui permet cependant de mettre une limite inférieure à sa magnitude apparente).
- En 1998, un rémanent très jeune et très proche de la Terre (environ 700 ans et 200 parsecs), Vela Junior, a été découvert. Il n'existe aucun témoignage historique mentionnant la supernova qui s'est produite alors, chose éventuellement explicable par la très basse déclinaison du phénomène, mais néanmoins très surprenante au vu de la magnitude apparente probable du phénomène.
- Plusieurs pulsars dont l'âge caractéristique (qui dans certains cas donne une estimation assez précise de l'âge réel) est relativement faible sont connus. Il s'agit de PSR B1509-58, PSR J1907+0919 et PSR J1846-0258. L'explosion de supernova, qui leur a été associée, a probablement été potentiellement visible depuis la Terre il y a moins de 2000 ans.
- Des forages menés en Antarctique ont révélé des pics dans l'abondance de certains nitrates à plusieurs époques, approximativement corrélées aux années 1181, 1572, 1604 selon certains auteurs. Ces pics ne sont pas vus dans tous les forages des calottes glaciaires (en particulier au Groenland), et leur corrélation avec les dates des supernovas historiques connues est extrêmement controversée. Un forage indique un pic de nitrate pour des glaces formées aux alentours de 1320. Il a donc été proposé que l'explosion d'une supernova non observée, éventuellement celle ayant donné naissance à Vela Junior, ait atteint la Terre à cette époque là[7]. À l'époque aucun rémanent de supernova âgé de 600 à 700 ans n'avait été découvert, mais depuis un rémanent, Vela Junior, dont l'âge (encore mal connu) est compatible avec cette date a été découvert. Là encore, l'absence de détection donnerait une indication sur la magnitude minimale de la supernova.
- Il existe par contre des données géologiques indiquant de façon convaincante l'explosion de deux supernovas relativement proches datant d'environ 35 000 et 60 000 ans.
- On peut éventuellement ajouter à cette liste la première supernova observée de l'ère télescopique, SN 1885A, dans la galaxie d'Andromède, qui était visible à l'œil nu, ainsi que la première supernova proche étudiée avec des moyens modernes, SN 1987A, dans le Grand Nuage de Magellan, également visible à l'œil nu.